# Brachyurophis australis
Brachyurophis australis (східна лопатоноса змія) — вид отруйних змій родини аспідових (Elapidae). Ендемік Австралії.

## Опис
Східна лопатоноса змія — це невелика змія завдовжки 30 см, максимально — 45 см. Верхня частина тіла має забарвлення від рожевого або помаранчевого до червонувато-коричневого, поцяткована вузькими нерівними поперечними смугами кремового кольору з темними краями. Навколо голови та навколо шиї ідуть дві великі темні смуги. Нижня частина тіла білувата. Голова коротка, кінець морди тупий, дещо загнутий догори.

## Поширення і екологія
Східні лопатоносі змії поширені на сході та південному сході Австралії, на території Південної Австралії і Вікторії та у внутрішніх районах Нового Південного Уельсу та Квінсленду. Вони живуть в прибережних лісах, відкритих саванах і рідколіссях, в акацієвих заростях мульги, на спінніфексових луках та в чагарниках маллі. Ведуть нічний, риючий спосіб життя, часто зустрічаються під камінням, колодами або серед опалого листя. Живляться яйцями плазунів та ящірками. Відкладають яйця, в кладці 4-6 яєць.